# P.S.2〜真実の扉〜
P.S.2〜真実の扉〜（ぴーえすつー しんじつのとびら）は、1999年2月25日にURANから発売されたアダルトゲーム。P.S.シリーズ3作目の第2作。
本作において、プレイヤーはインターネット（The NET）において性奴隷志願を募るホームページ「P.S.」の管理人となり、露出、スカトロ、マゾヒズムといった性癖がある志願者たちに命令を出して凌辱していく。メインヒロインは2人おり、このキャラクターだけにハッピーエンドが存在する。

## ストーリー
大学生時代、ホームページで特別な体験をしたヒロユキは女子校の教師となった。だがホームページがある「The NET」のことが忘れられずさらにのめり込む。そして前のMasterにかわり「P.S.」のMasterとなったヒロユキは、見慣れないメールを見つける。一見普通の性奴隷志願者からのメールだが、メールアドレスを見て以前、学校の教え子との出来事を思い出した。その後、教え子がこの奴隷志願者であることが判明する。

## 登場人物
ヒロユキ
声：なし
主人公。女子校の教師をしながら性奴隷志願サイト「P.S.」のMasterもしている。

### ヒロイン
唯（ゆい）
声：岩田由貴
メインヒロインの1人。ヒロユキの勤務する女子校の生徒。
舞（まい）
声：石川佳奈
メインヒロインの1人。ヒロユキの勤務する女子校の生徒。
玲
声：石川乃奈
綾（あや）
声：紫苑みやび
茜（あかね）
声：神村ひな
恵（めぐみ）
声：北条明日香
優（ゆう）
声：南雲涼
愛（あい）
声：佐藤亜美
萌（もえ）
声：石川仁菜
麗（れい）
声：深沢美雪

## スタッフ
- 原画：臼田美夫

## 関連作品
- P.S.@【ぴ〜えす】 - 同シリーズ初作
- P.S.3〜ハーレムナイト〜 - 同シリーズ最終作